# هرم‌سنگ ناقص

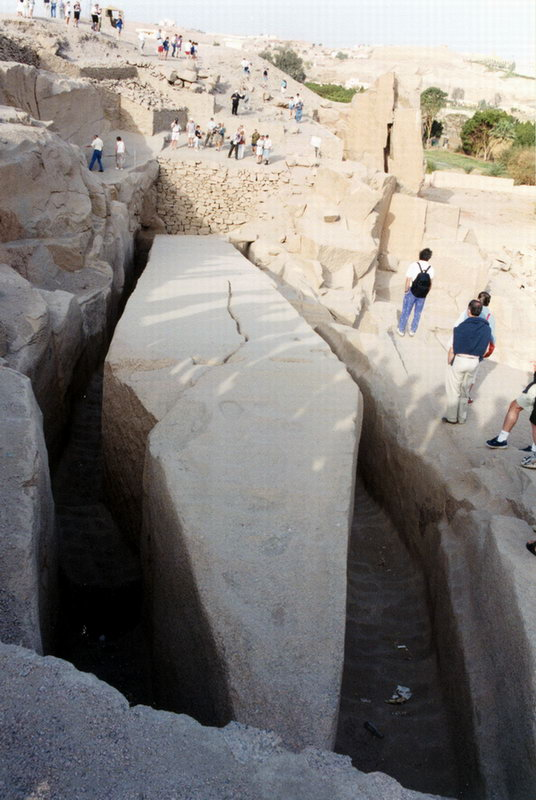
سر و راس هرم سنگ ناقص

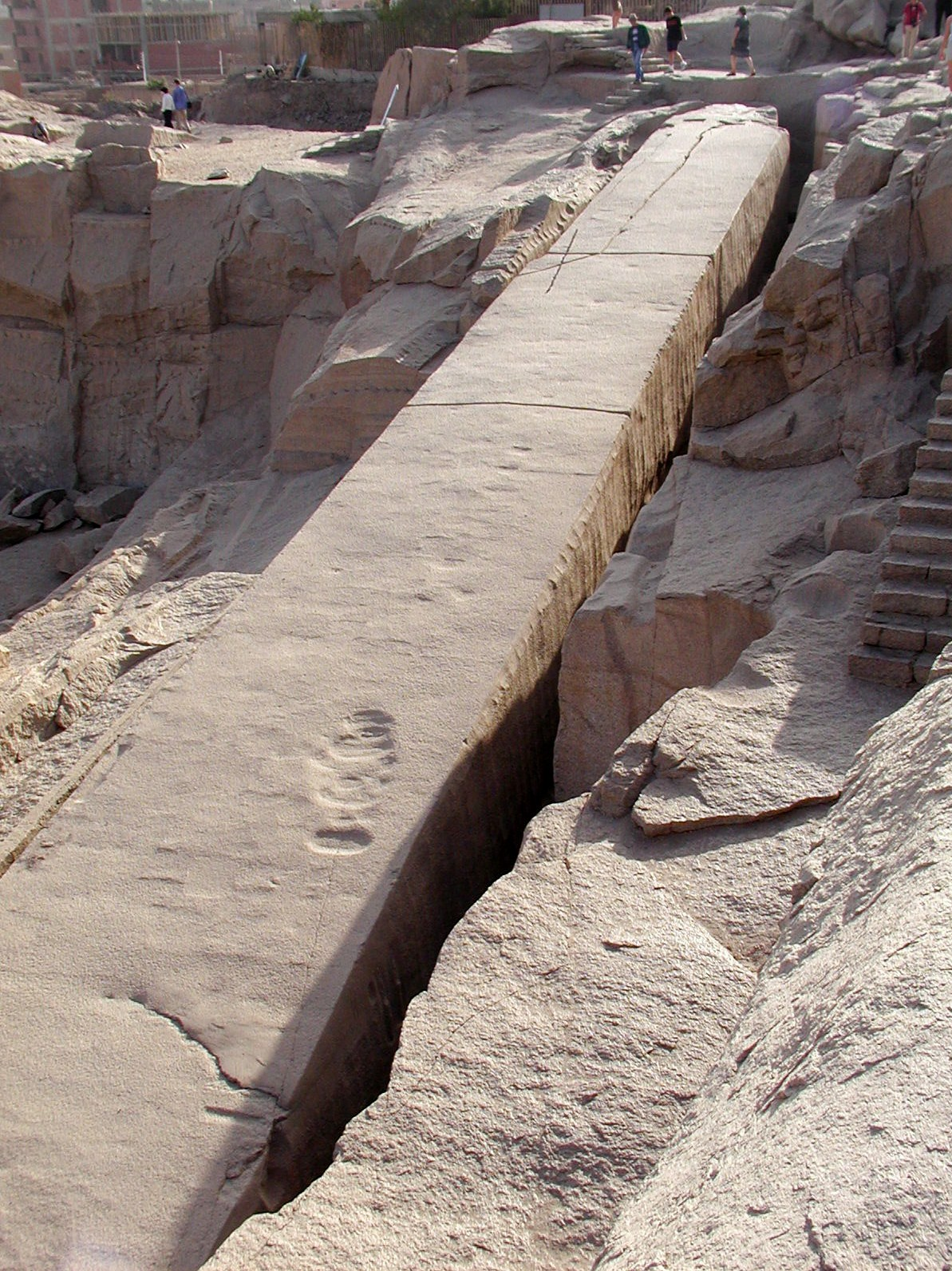
هرم سنگ ناقص

ستون سنگی هرمی ناقص (عربی: مسلة ناقصة) عبارت است از یک ستون سنگی گرانیتی سرخ‌رنگ که در اسوان در کشور مصر قرار دارد. این ستون هرمی ناتمام در سمت شمالی معدن سنگ آنجا در نزدیکی اسوان و ساحل شرقی نیل با فاصله یک کیلومتری در شرق نیل واقع شده‌است. ارتفاع این ستون سنگی ناقص تقریباً ۴۱٫۷ متر و اندازه ضلع مقطع انتهایی آن در قاعده آن ۴٫۲ متر در ۴٫۲ متر می‌باشد، وزن این ستون سنگی در زمان تکمیل شدن آن حوالی ۱۱۶۸ تن می‌باشد.

## تاریخچه
زمان تراشیدن این ستون سنگی کاملاً مشخص نیست، گمان می‌شود که شروع تراشیدن آن در زمان ملکه حتشبسوت بوده‌است وی می‌خواسته که این سنگ را از این محل منتقل و در پرستشگاه کارناک در کاخ خودش نصب نماید. بعد از آن کارگران حفاری مصری قدیم اقدام به کندن آن از سه سمت برای آماده‌سازی و مهیا کردن آن برای بیرون آوردنش نمودند و این کار را هم به اتمام رساندند. اما دیدند که در سنگ یک شکاف وجود دارد که این سنگ را برای کاری که نیاز داشتند، بدرد نخور می‌کرد، لذا کارگران کار را برای تکمیل و بیرون آوردن سنگ متوقف کردند. همچنین سطح زیرین این ستون سنگی بطول ۴۲ متر به صخره‌ای که در آن قرار گرفته متصل می‌باشد. از سوی دیگر روی این ستون سنگی نشانه‌هایی دیده می‌شود که روشنگر تلاشهایی برای بازیابی و جداسازی قسمتی از آن بوده‌است، شاید این تلاشها در دوره توتمس سوم صورت گرفته باشد.

## سنگ‌های گرانیتی
برای گردشگران امکان دیدار از این ستون سنگی فراهم می‌باشد. این ستون سنگی می‌تواند یک تجسم ذهنی به آدمی بدهد که چگونه مصری‌ها در گذشته اقدام به جداکردن این ستون‌های سنگی می‌کردند. معدن سنگی اسوان بطول شش کیلومتر و به موازات رود نیل امتداد دارد. سنگ‌های گرانیتی گلی رنگ این منطقه از سنگ‌های مهم و اساسی در بنا و ساختن اهرام در مصر باستان بوده‌است.
استفاده از پوشش گرانیتی گلی رنگ در دوره دو فرعون خفرع و منقرع از خاندان چهارم فراعنه مصر مورد توجه زیادی قرار داشت. میزان سنگ گرانیتی که فرعون خفرع در ساختن دو معبد الجنائزی و الوادی و معبد ابوالهول بکار گرفت بالغ بر۱۷۰۰۰ متر مکعب بود. فرعون منقرع برای پوشش زیرین هرم خودش را در الجیزه از سنگهای گرانیتی گلی رنگ که از اسوان حفاری شده بود استفاده نمود که حوالی ۱۵۰۰۰ متر مکعب وی برای اینکار بکارگرفت. میزان سنگ گرانیتی گلی رنگ استخراج و حفاری شده در اسوان حوالی ۱۰۰۰۰۰ مترمکعب می‌باشد. از این میزان ۴۵۰۰۰ مترمکعب در کارهای ساختمانی مورد استفاده قرارگرفته‌است.

## انتقال سنگ‌ها
از چیزهایی که باعث حیرت علما و دانشمندان تا همین امروز شده‌است عبارت است از اینکه چگونه مصری‌های قدیم این سنگ‌های سنگین که بعضی از آن‌ها تا ۱۲ تن و بیشتر هم وزن داشت را از طریق رود نیل منتقل می‌کردند. تعجبشان و حیرتشان موقعی بیشتر گردید که مقابل این سؤال قرار گرفتند که مصری‌های قدیم چگونه توانستند ستون‌های سنگی که وزن آن‌ها بالغ بر ۲۸۰ تن بوده‌است را از طریق رود نیل از اسوان به معبد الاقصر منتقل کنند یا اینکه چگونه مصری قدیم می‌خواسته‌است که یک ستون آماده نشده را از اسوان به الاقصر از طریق رود نیل منتقل نماید و در ساختمان معبد الکرنک استفاده نماید در صورتی که وزن آن ۱۱۶۸ تن بوده‌است؟

## موقعیت میراث تاریخی جهانی
معدن سنگ اسوان در زمان فراعنه امروزه تبدیل به یک موزه آشکار شده‌است که گردشگران می‌توانند آن را مشاهده و از آن دیدن کنند در حالیکه در همان لحظه هیئت‌های علمی در حال بررسی‌های علمی هستند و حکومت مصر هم از این موقعیت تاریخی حفاظت می‌کند. در سال ۱۹۷۹ یونسکو اعلام کرد که معدن سنگ اسوان یک موقعیت میراث تاریخی جهانی می‌باشد و این محل را به لیست اماکن آفریقایی میراث تاریخی بین‌المللی اضافه نمود.

## نگارخانه

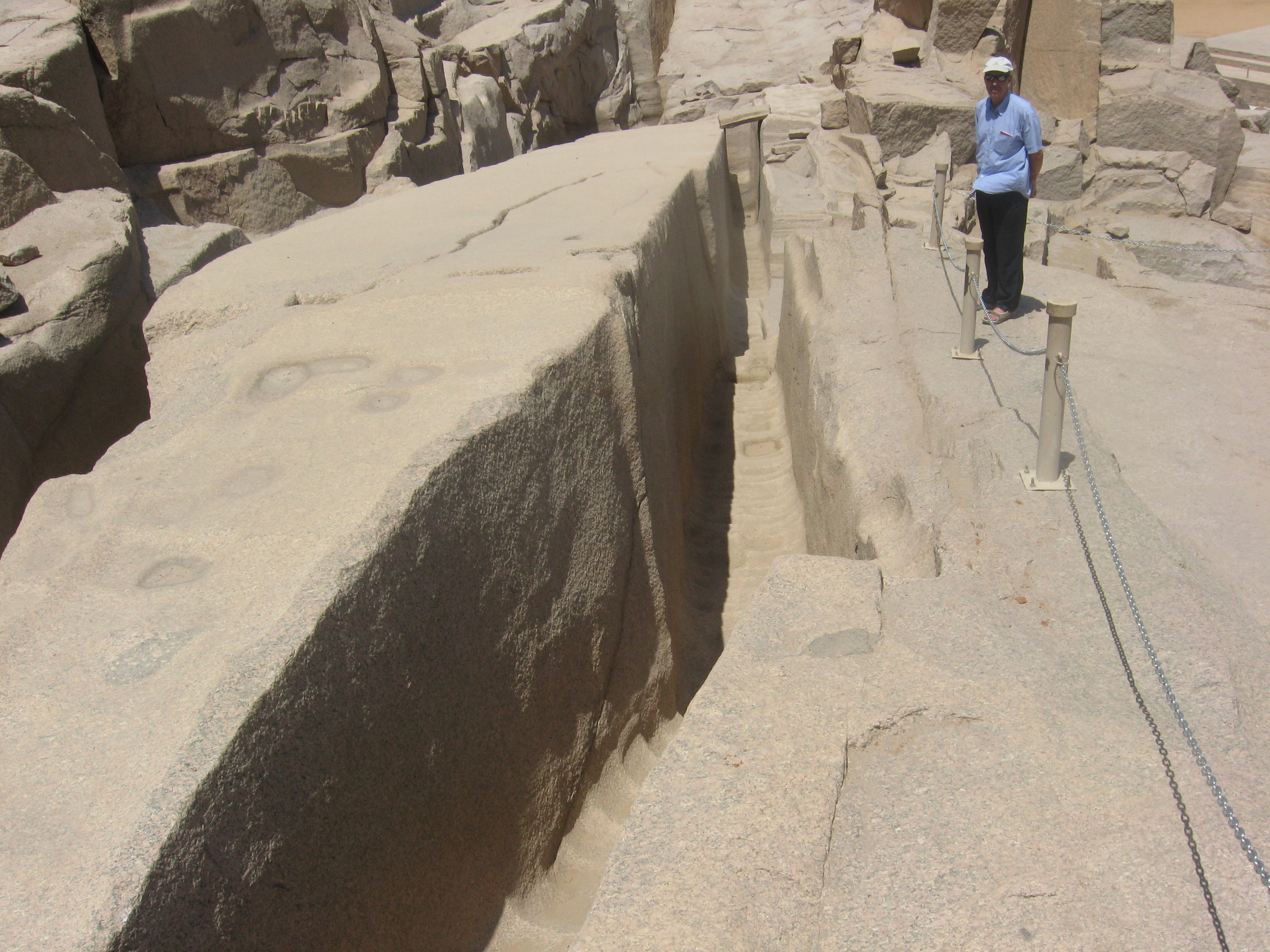
محل‌های حفاری شده در اطراف هرم سنگ ناقص
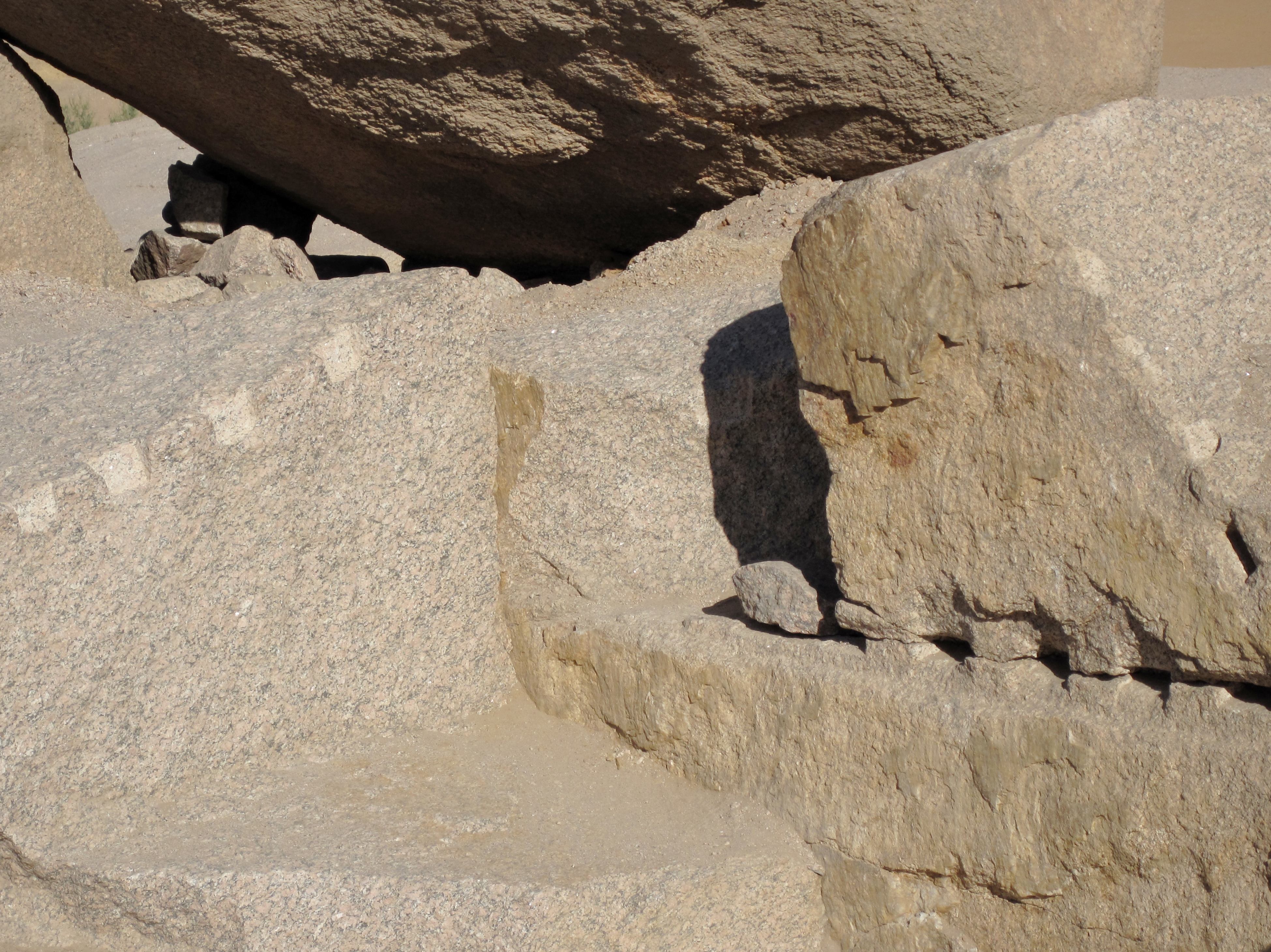
آثار حفاری از عهد رومی‌ها
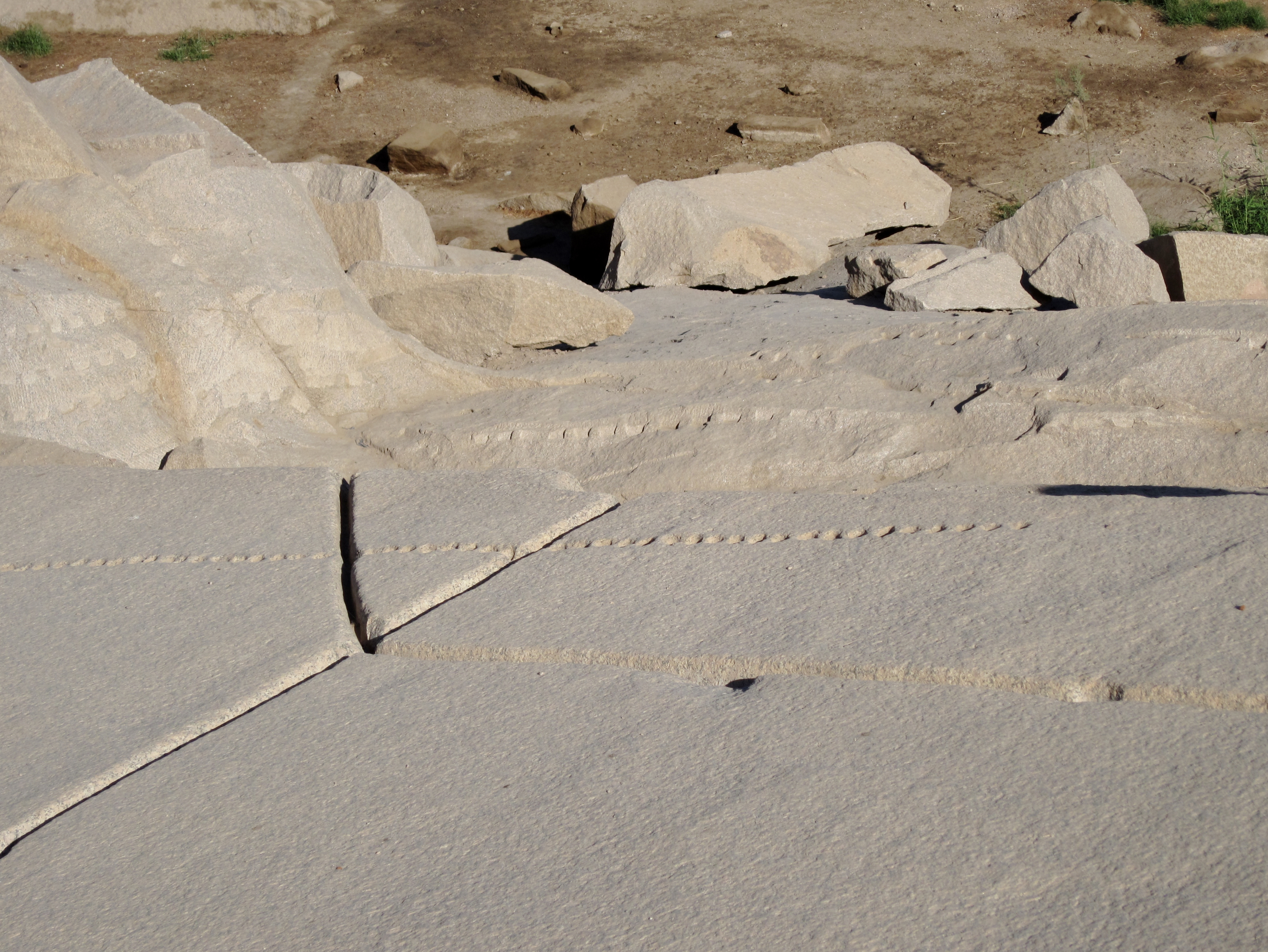
آثار حفاری باقی‌مانده از دوره رومی‌ها
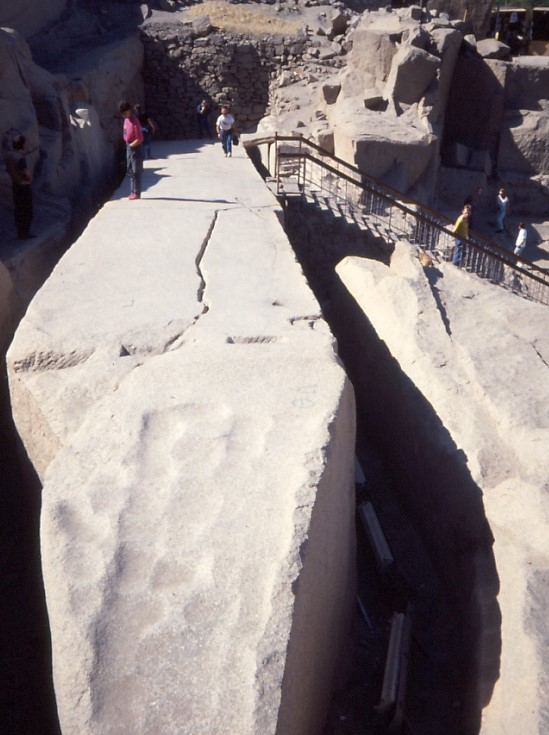
• هرم سنگ ناقص، عکس گرفته شده در سال ۱۹۹۰
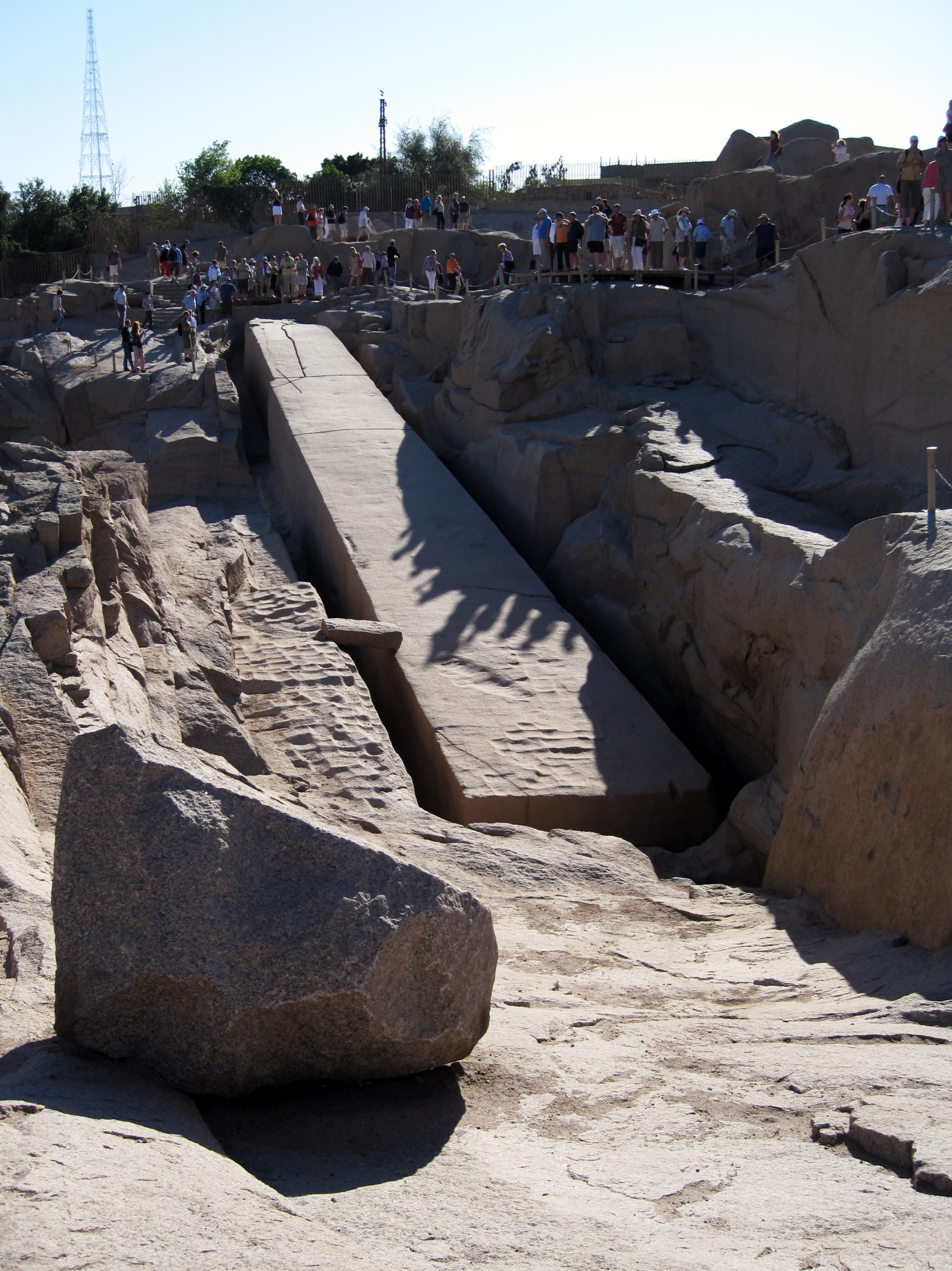
• هرم سنگ ناقص در اسوان
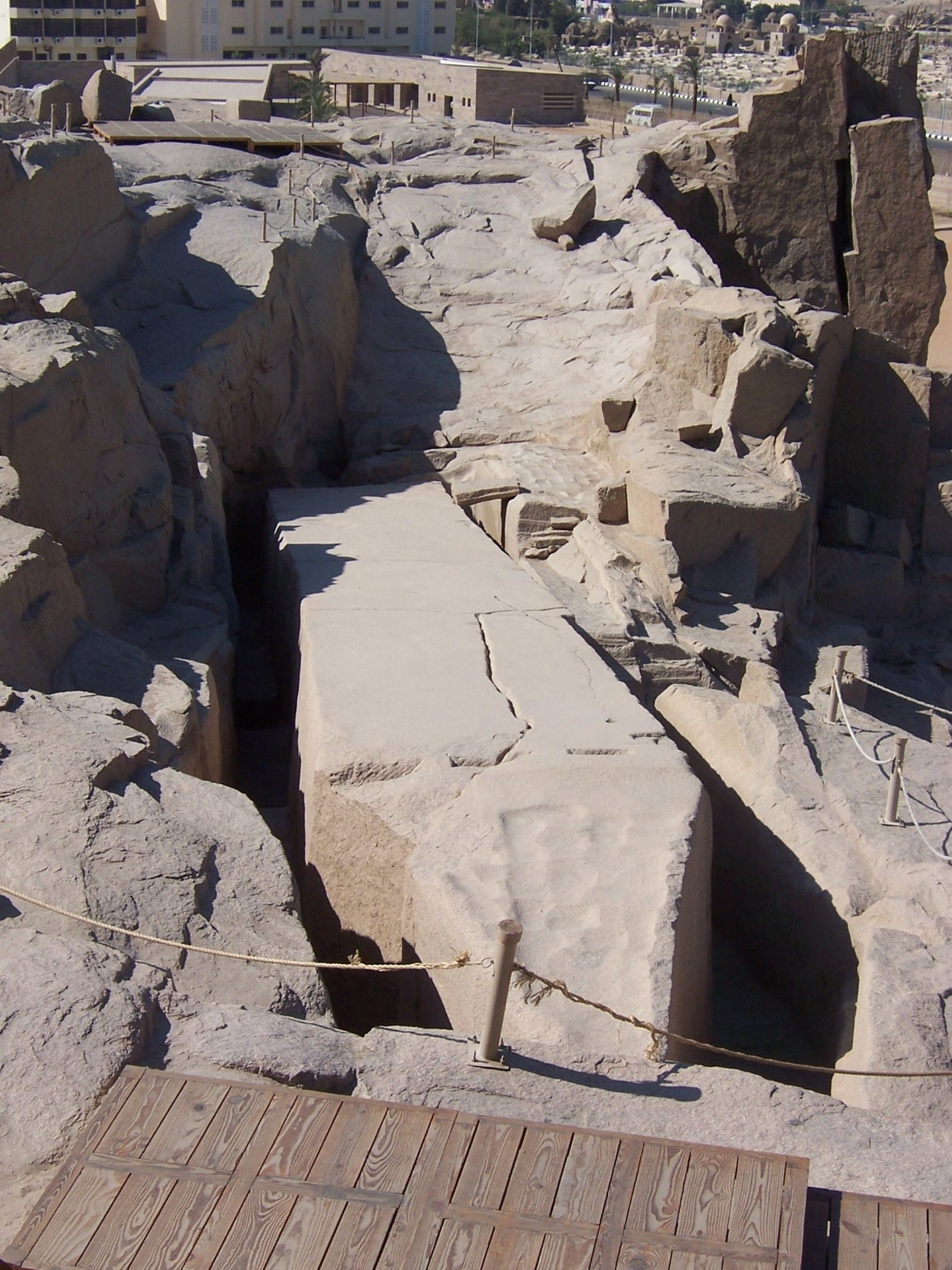
• هرم سنگ ناقص و بعضی از اماکن مسکونی پشت آن
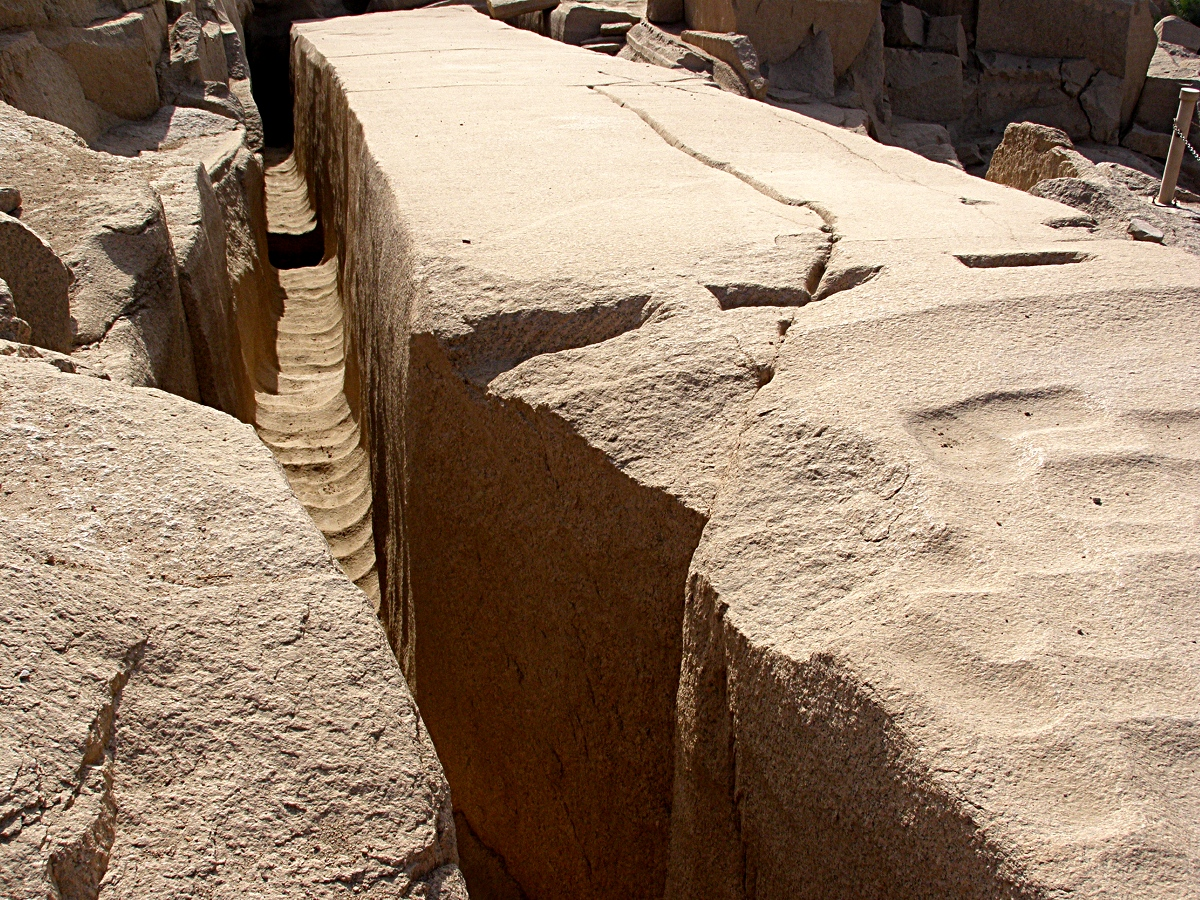
اثر بعضی از حفاری‌ها در بالای قله و سر هرم سنگ ناقص
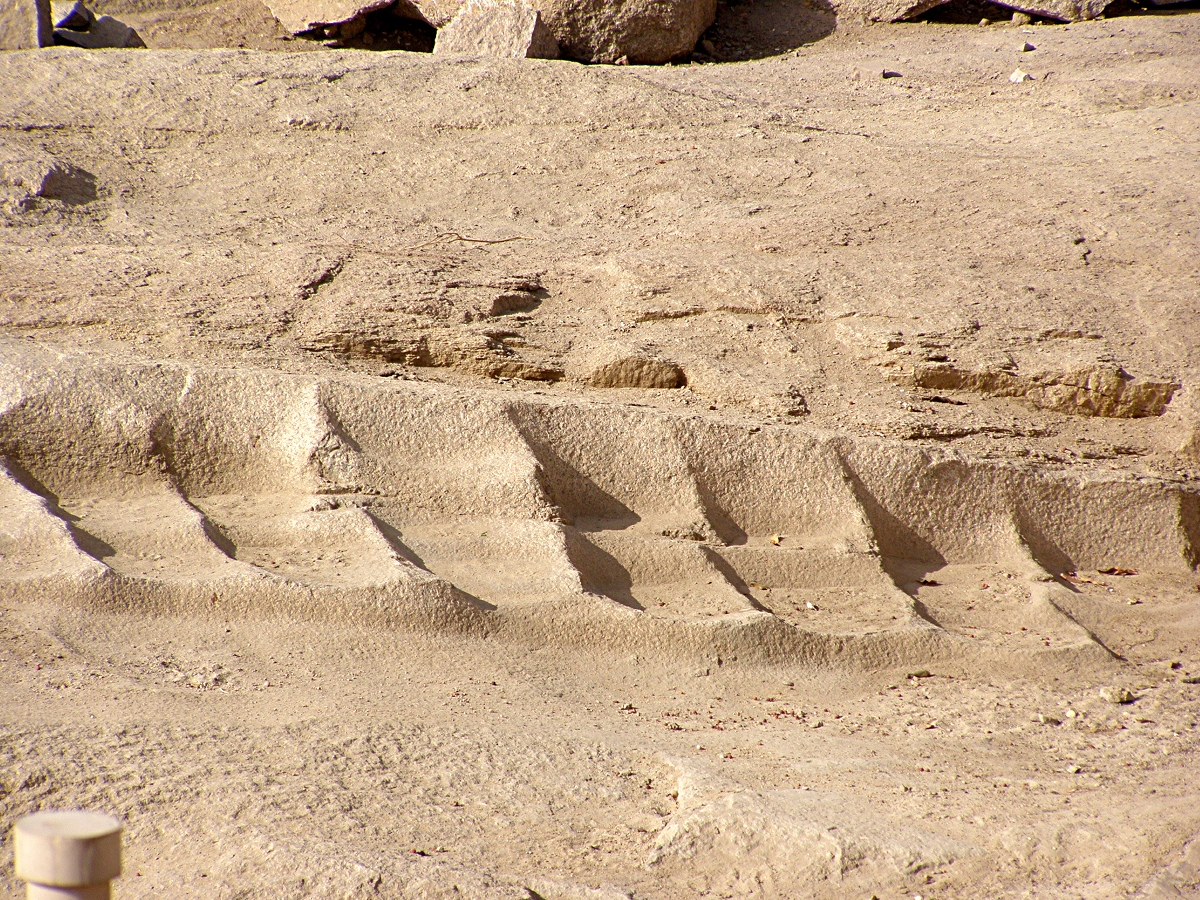
جزئیات حفاری‌های انجام شده
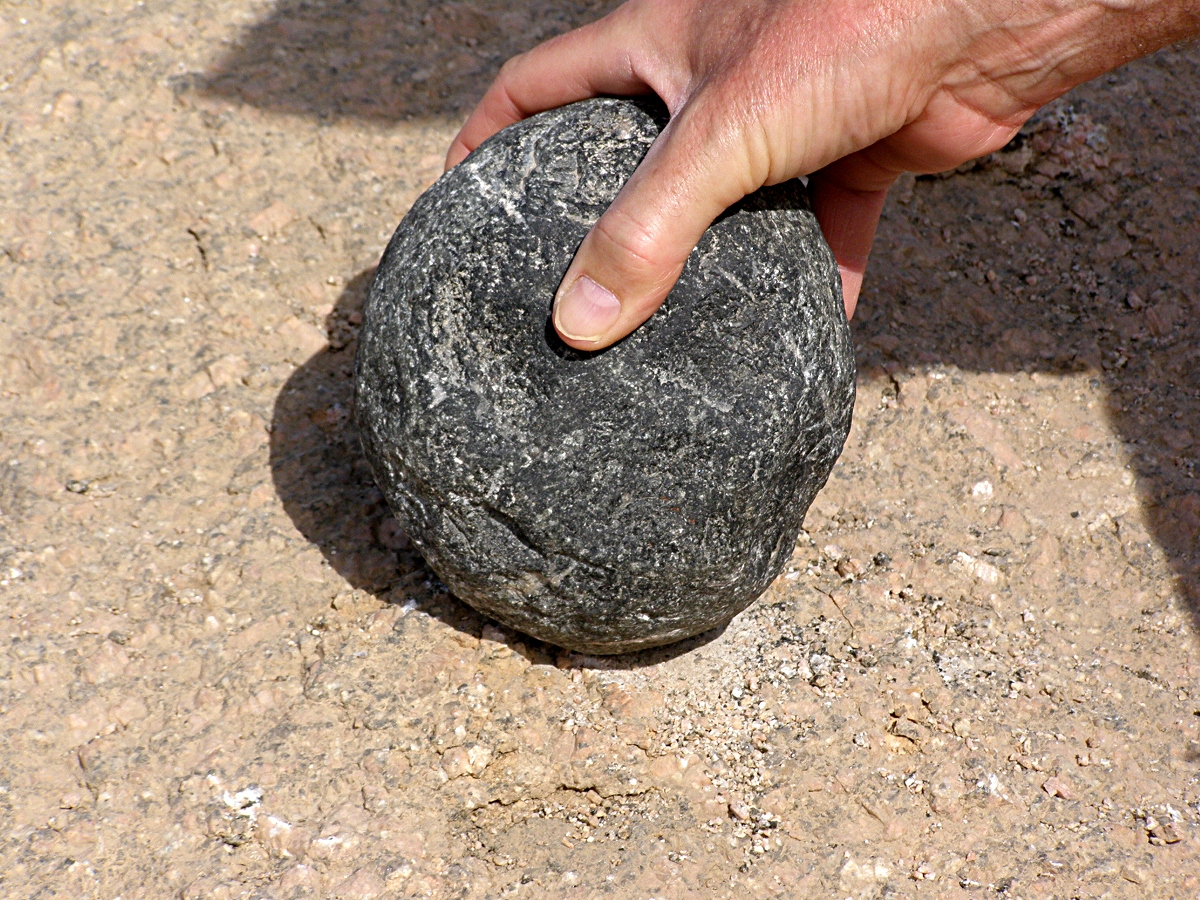
یک سنگ قدیمی که برای جدا کردن ستون‌ها استفاده می‌شد
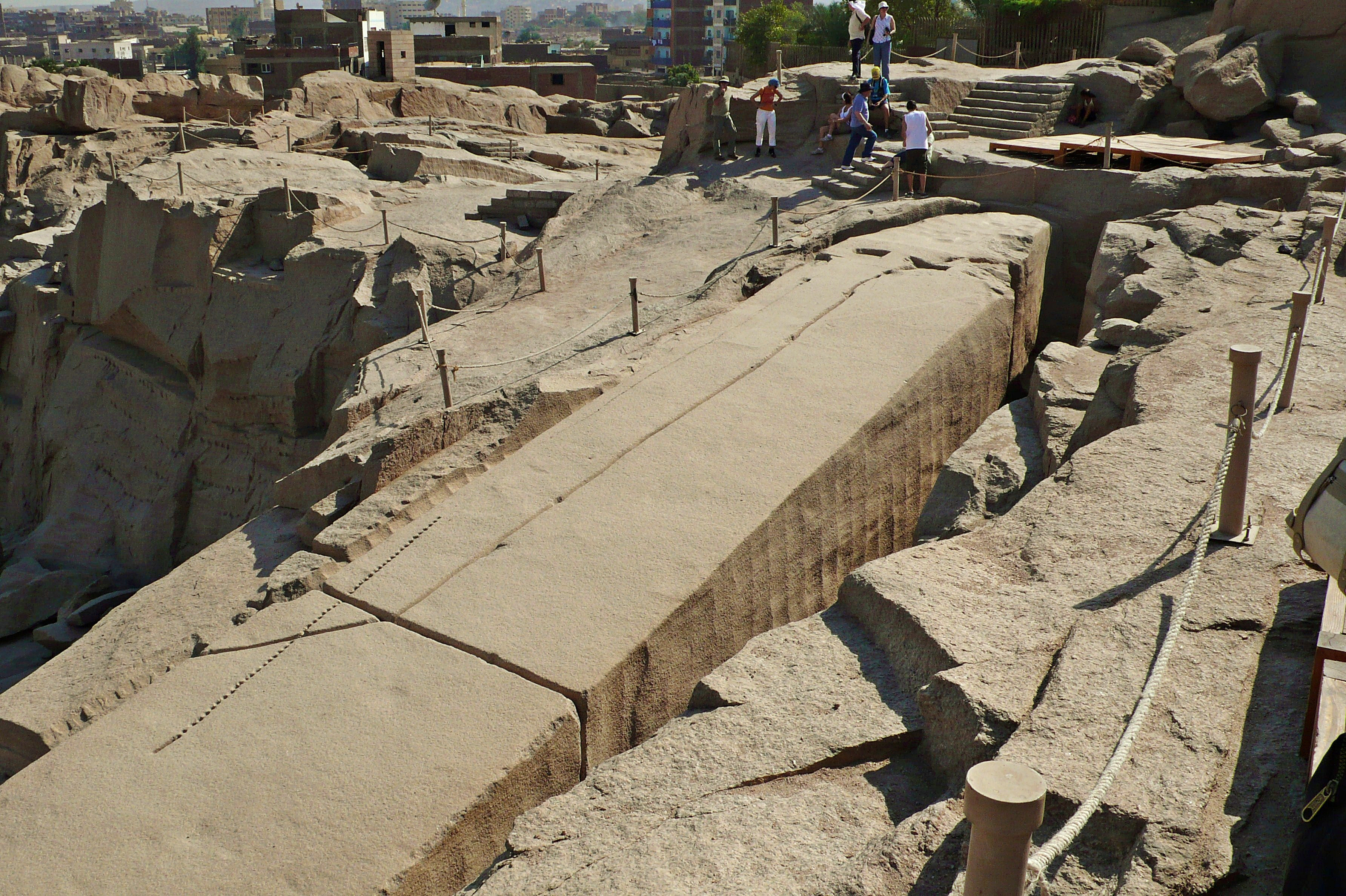
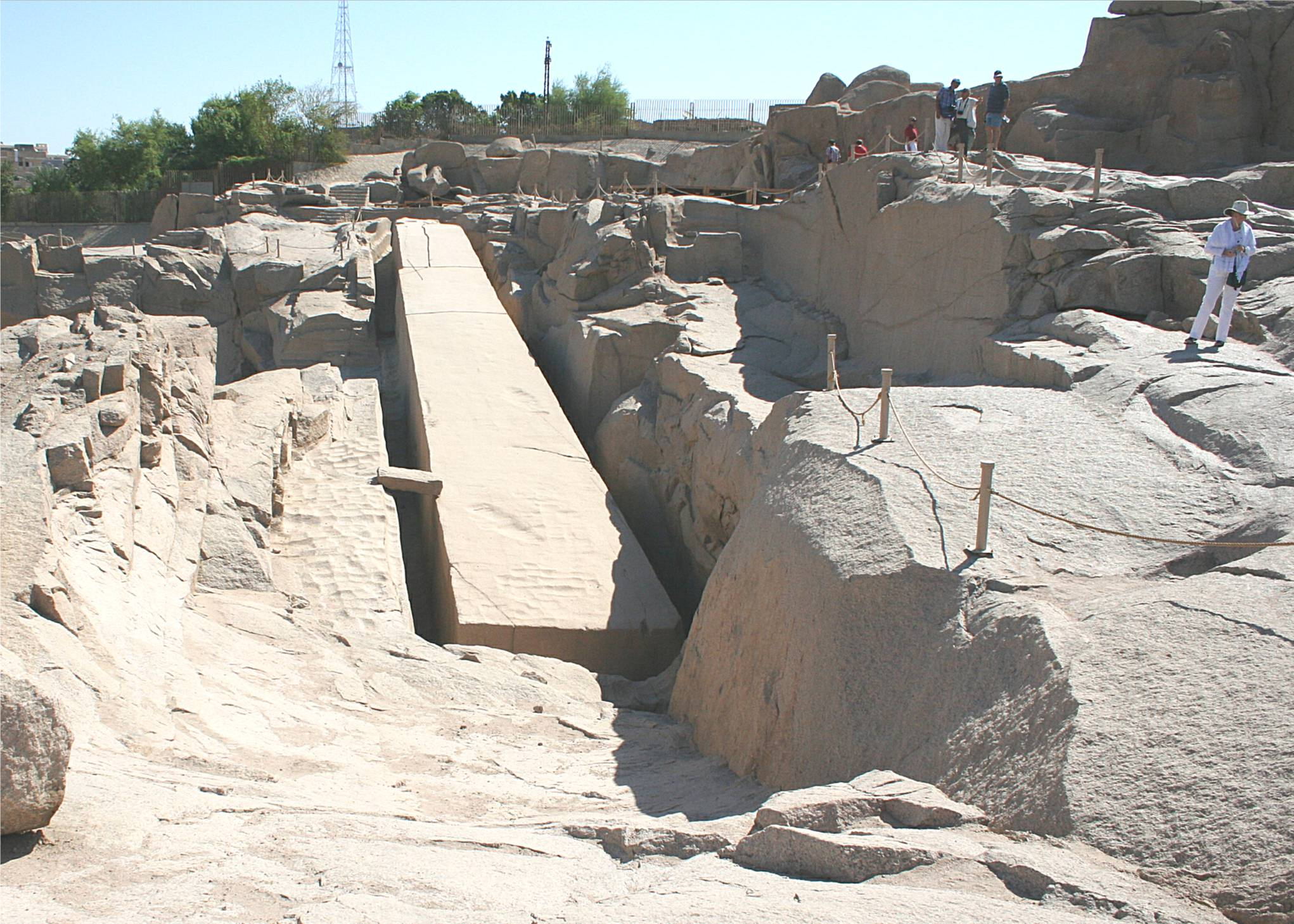
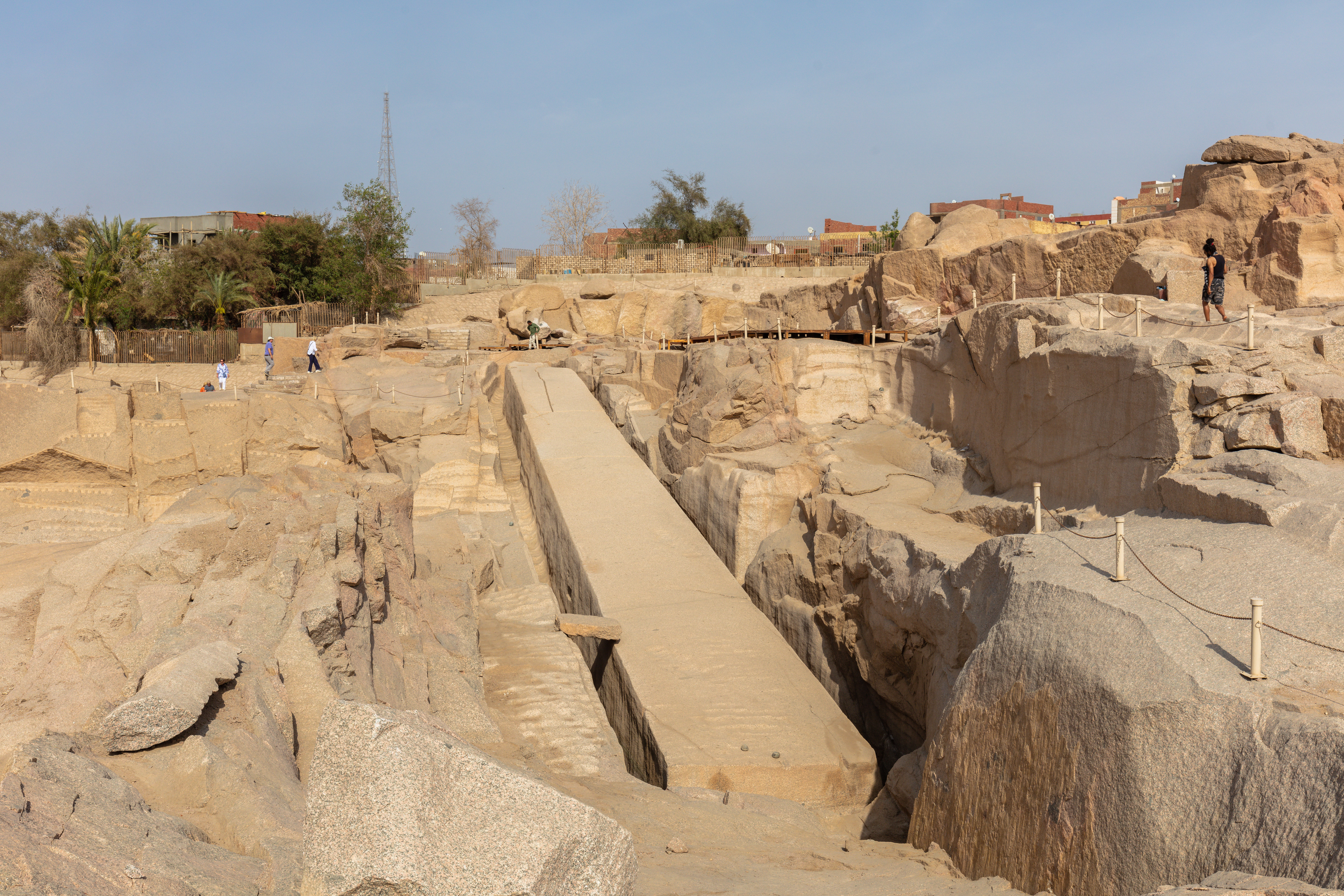
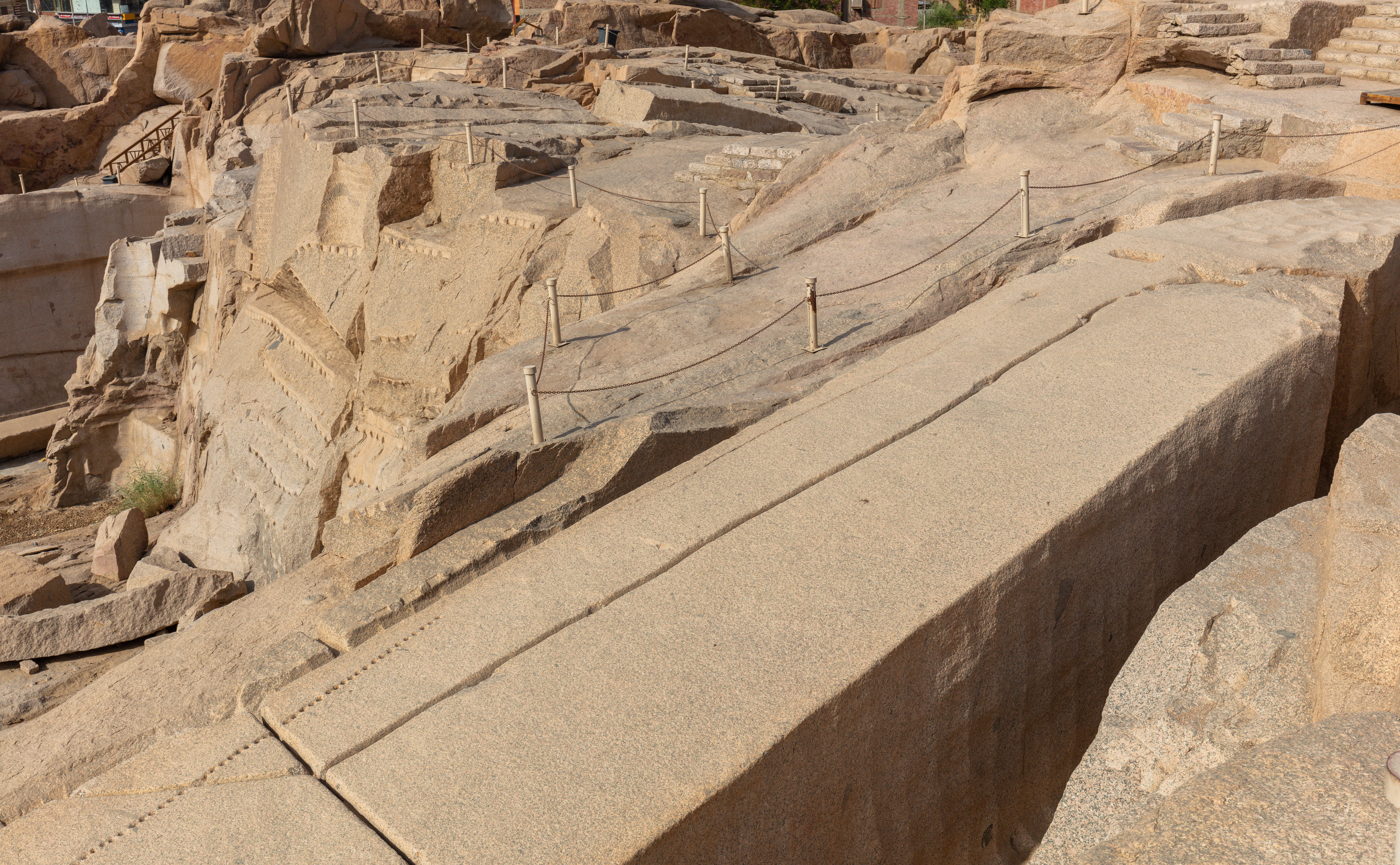
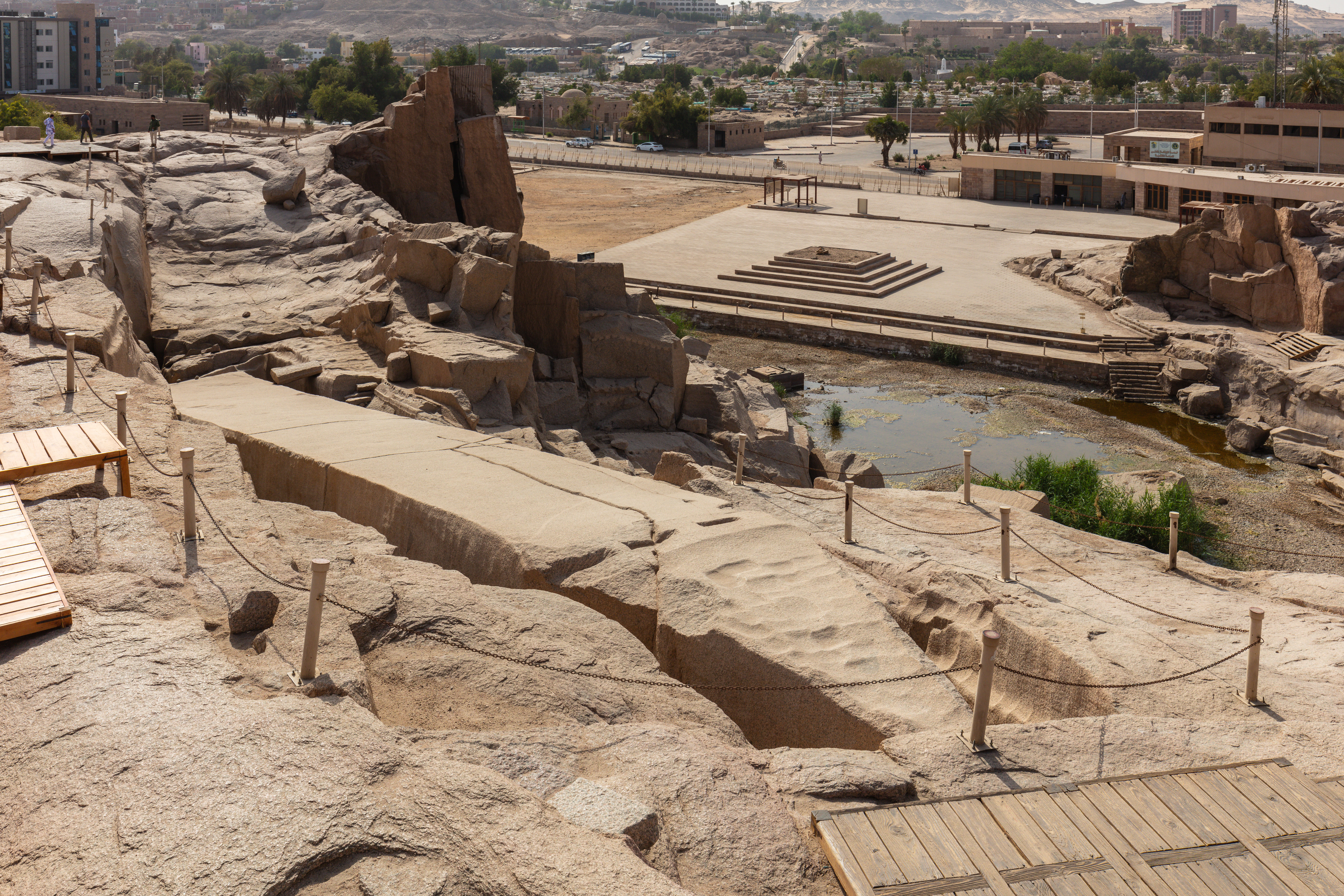
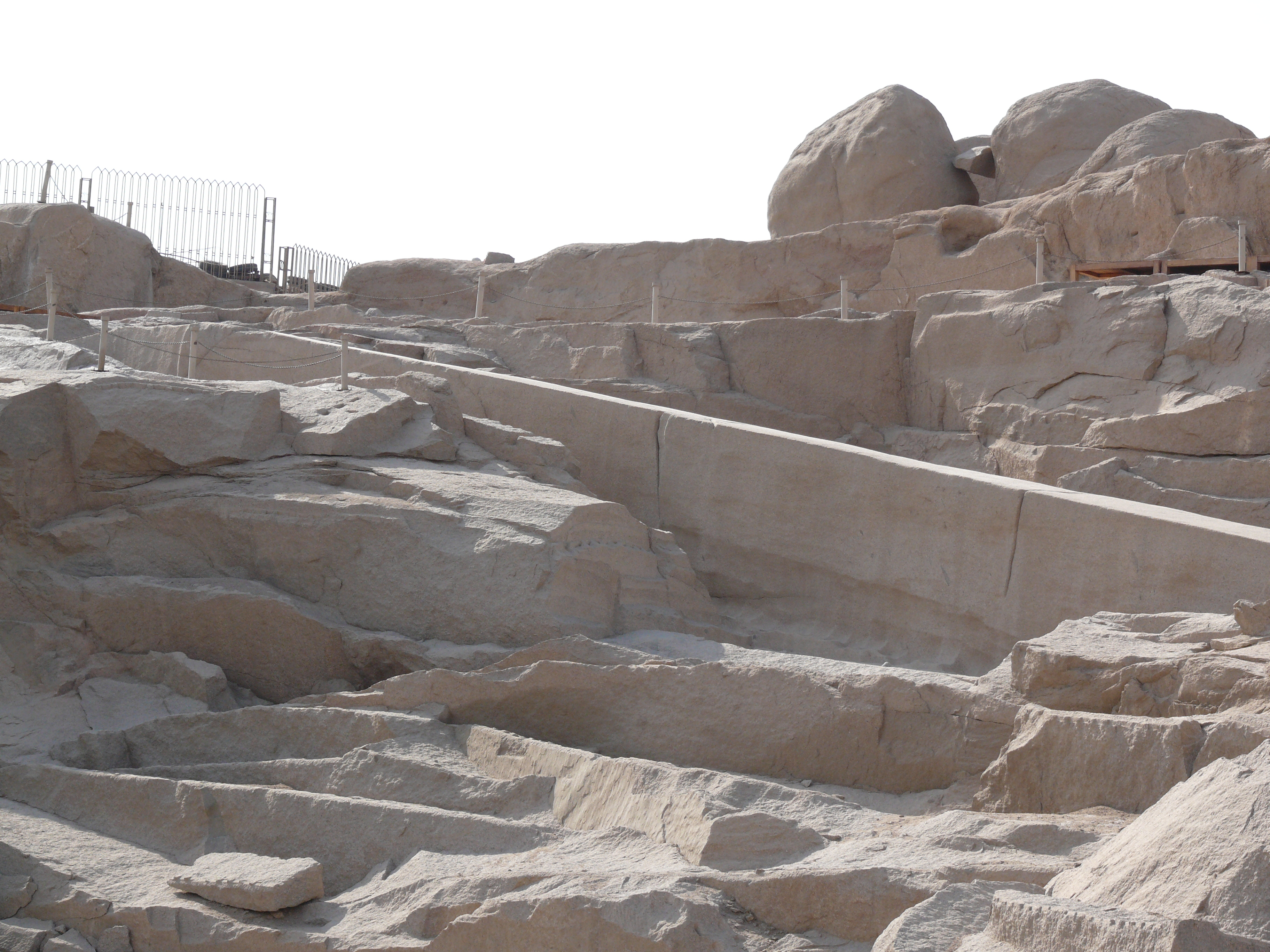
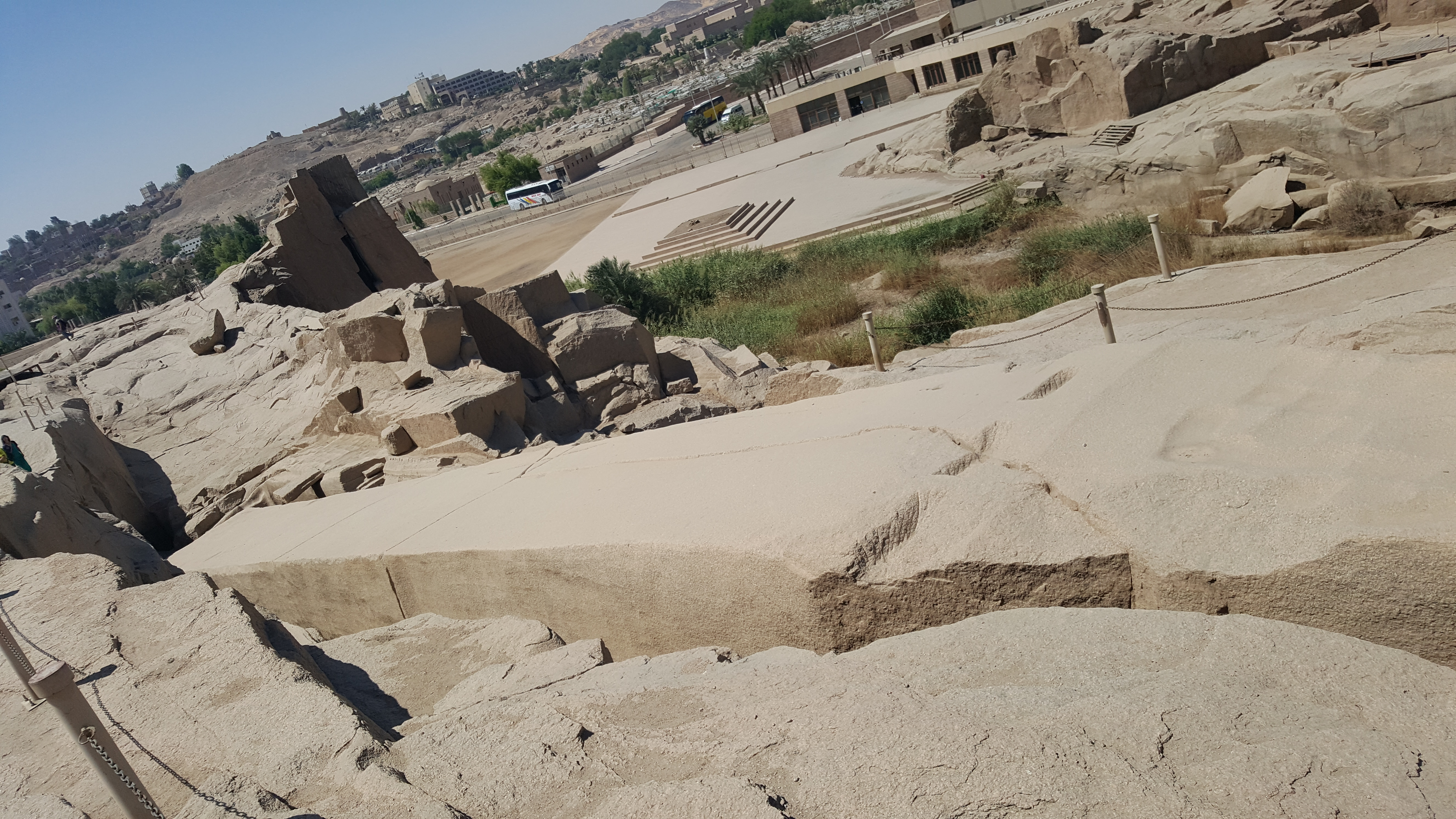
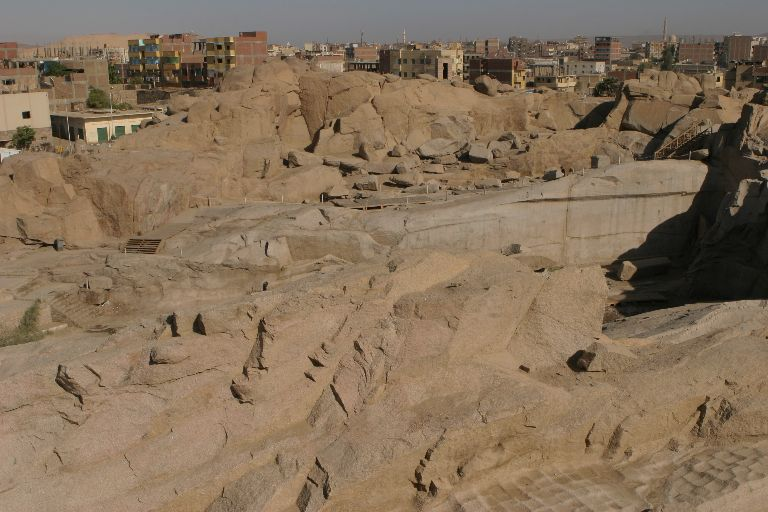
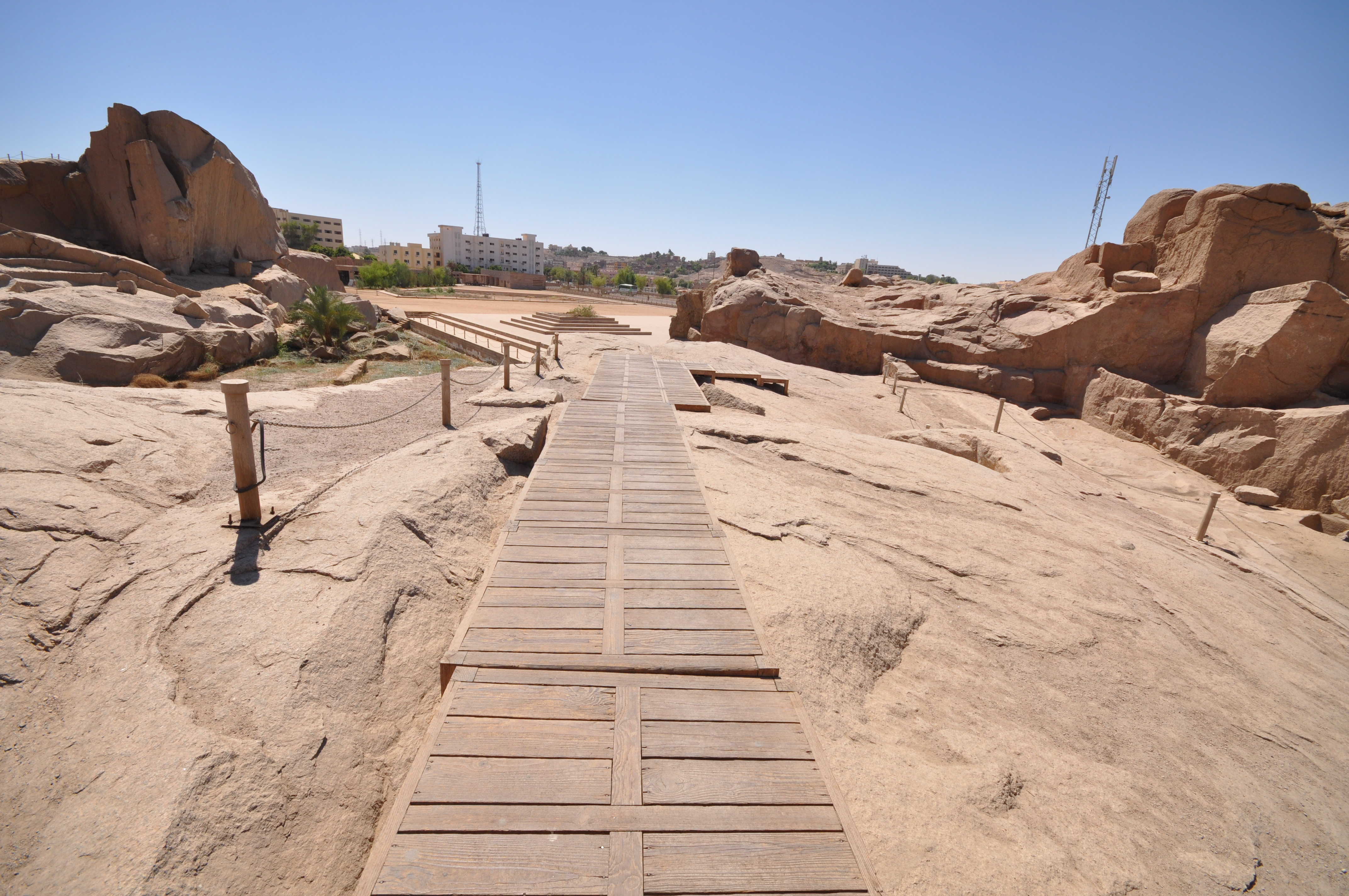
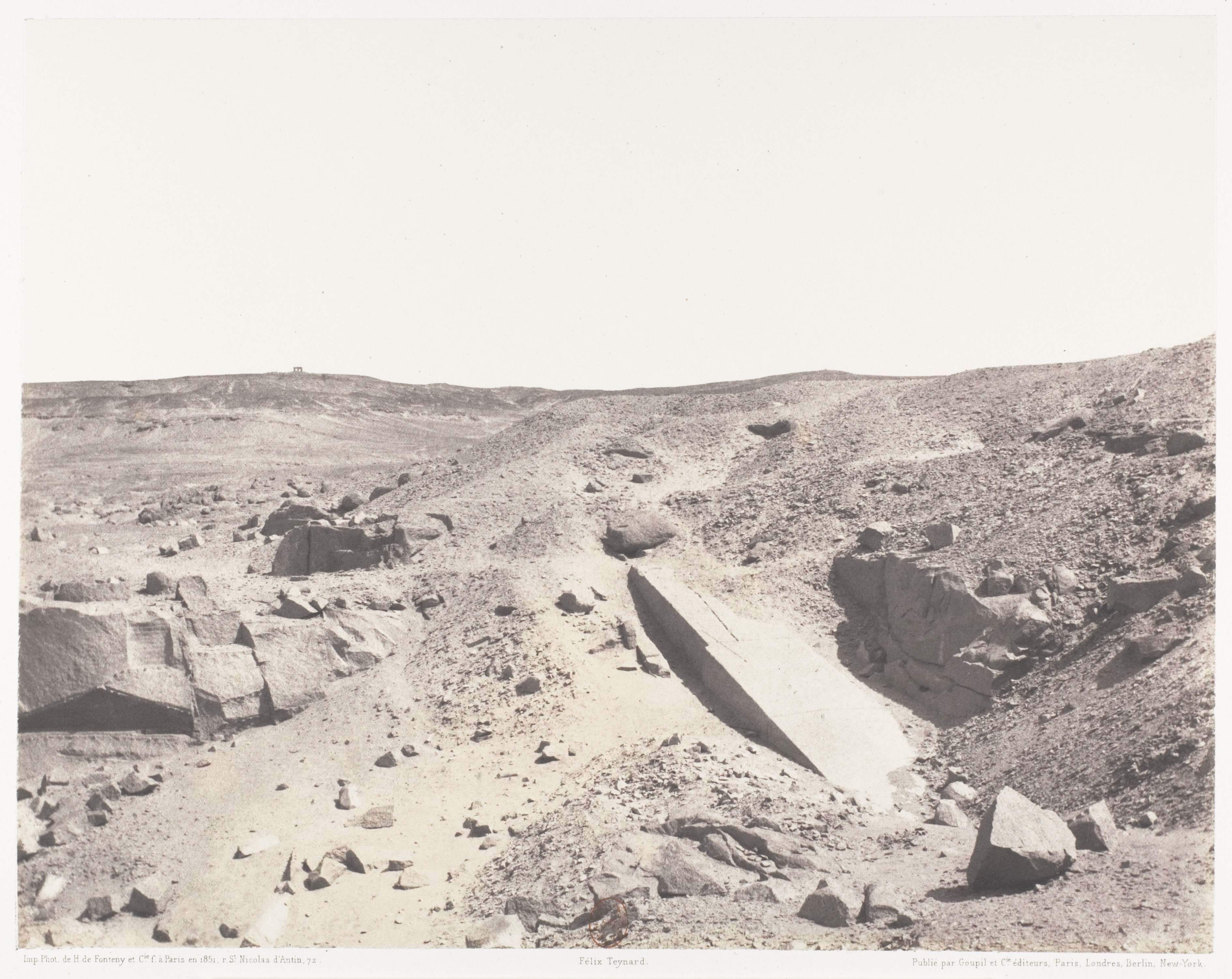
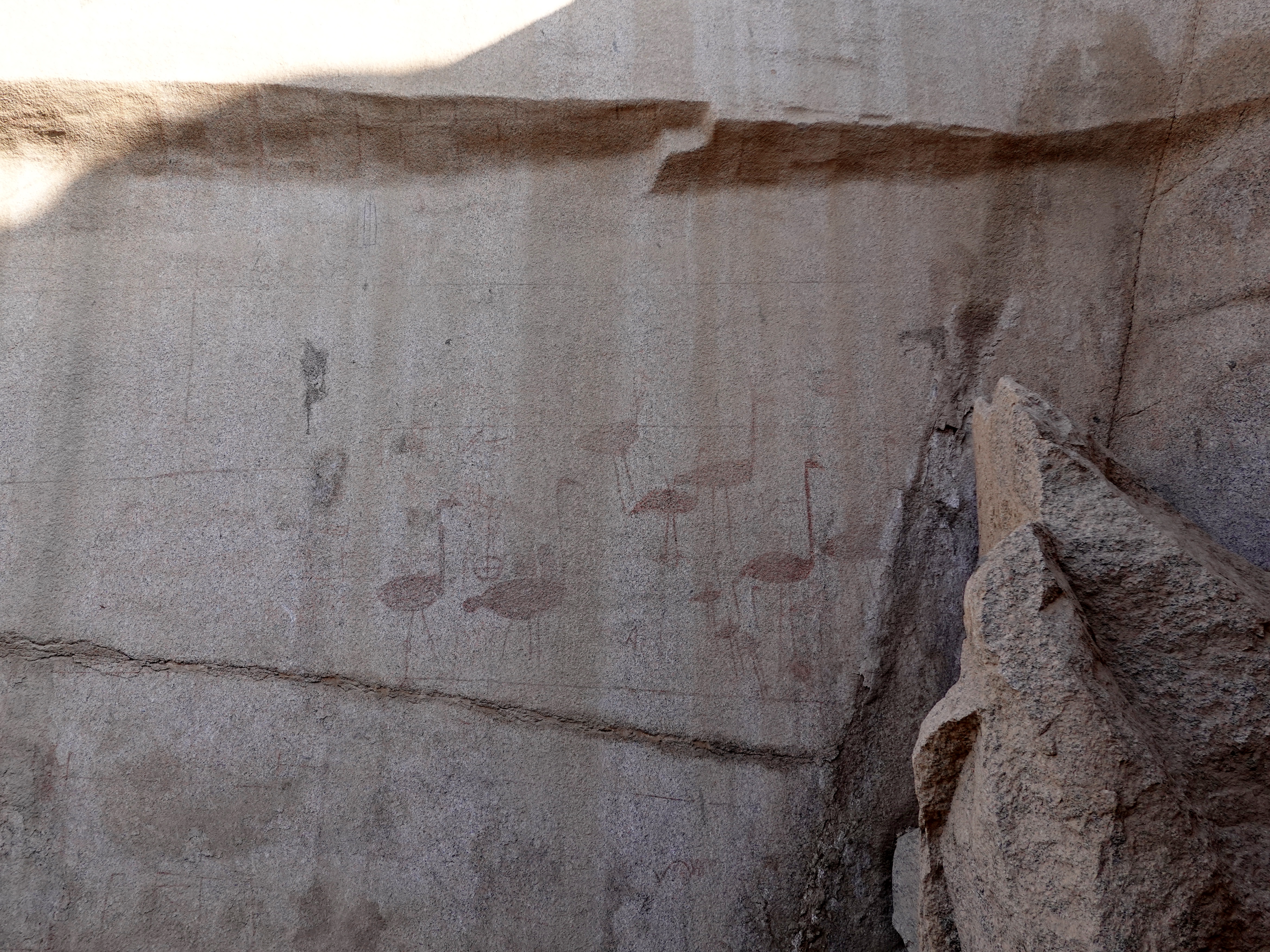